# Canton de Montbrison
Le canton de Montbrison est une circonscription électorale française située dans le département de la Loire et la région Auvergne-Rhône-Alpes.

## Géographie
Ce canton est organisé autour de Montbrison dans l'arrondissement de Montbrison. Son altitude varie de 334 m (Magneux-Haute-Rive) à 1 418 m (Roche-en-Forez).

## Histoire
Un nouveau découpage territorial de la Loire entre en vigueur à l'occasion des élections départementales de 2015. Il est défini par le décret du 26 février 2014. Dans la Loire, le nombre de cantons passe ainsi de 40 à 21. Le canton de Montbrison est agrandi par ce décret, passant de 19 à 31 communes.

## Représentation

### Conseillers d'arrondissement (de 1833 à 1940)
| Période                                  | Période | Identité            | Étiquette   | Qualité |
| ---------------------------------------- | ------- | ------------------- | ----------- | --- |
| 1833                                     | 1836    | M. Chavassieu       |             | Propriétaire à Montbrison                                                                                   |
| 1836                                     | 1848    | M. Morel            |             | Avocat, adjoint au maire de Montbrison                                                                      |
|                                          |         |                     |             | |
| 1861                                     | 1870    | Xavier de Quirielle |             | Propriétaire à Montbrison                                                                                   |
| 1870                                     |         | Jean-François Rey   | Républicain | Médecin, ancien maire de Montbrison (1869-1870)                                                             |
|                                          |         |                     |             | |
|                                          | 1878    | Georges Levet       | Républicain | Maire de Montbrison                                                                                         |
| 1878                                     |         | Jean-Baptiste Dulac | Républicain | Agent voyer, architecte, adjoint au maire de Montbrison                                                     |
|                                          |         |                     |             | |
| 1895                                     |         | Claude Chialvo      |             | Notaire, maire de Montbrison (1894-1913)                                                                    |
|                                          |         |                     |             | |
| 1922                                     |         | M. François         |             | |
|                                          |         |                     |             | |
| 1931                                     | 1940    | M. Vial             | Droite      | Docteur en médecine                                                                                         |
| 1940                                     |         |                     |             | Les conseils d'arrondissement ont été suspendus par la loi du 12 octobre 1940 et n'ont jamais été réactivés |
| Les données manquantes sont à compléter. |         |                     |             | |

### Conseillers généraux de 1833 à 2015
| Période           | Période          | Identité                      | Étiquette                | Qualité |
| ----------------- | ---------------- | ----------------------------- | ------------------------ | --- |
| 1833              | 1870             | Pierre Désiré Antoine Lachèze | Conservateur             | Président du Tribunal civil de Montbrison puis conseiller à la Cour Impériale de Lyon Député (1831-1848)                                         |
| 1870              | 1871             | Vicomte Alfred de Meaux       | Centre droit             | Député (1871-1876) Sénateur (1876-1879) Conseiller municipal de Montbrison                                                                       |
| 1871              | 1877 (démission) | Jean-Baptiste Chavassieu      | Républicain              | Propriétaire - Maire de Montbrison Député (1871-1879) Sénateur (1879-1888) Elu en 1877 dans le Canton de Saint-Rambert                           |
| 1878              | 1910             | Georges Levet                 | Républicain              | Député (1879-1910) Maire de Montbrison (1876-1879 et 1882-1884), conseiller d'arrondissement                                                     |
| 1910              | 1919             | Jean-Baptiste Rigodon         | Républicain Progressiste | Docteur en médecine Maire de Montbrison (1913-1914)                                                                                              |
| 1919              | 1928             | Pierre François               | Républicain              | Conseiller municipal de Montbrison, ancien Président du Conseil d'arrondissement                                                                 |
| 1928              | 1940             | Pierre-Marie Gaurand          | AD-URD                   | Notaire à Montbrison Député (1936-1940) Membre de la Commission administrative départementale (1941-1943) Nommé conseiller départemental en 1943 |
|                   |                  |                               |                          | |
| 1945              | 1949             | Lucien Faugère                | DVD                      | Directeur d'école à Montbrison |
| 1949              | 1968 (décès)     | Marius Vicard (1892-1968)     | DVD                      | Voyageur de commerce, commerçant à Montbrison |
| 1er décembre 1968 | 1973             | Claudius Duport               | DVG                      | Maire de Savigneux |
| 1973              | 1992 (démission) | Guy Poirieux                  | UDF                      | Médecin Maire de Montbrison (1971-1995) Sénateur (1992-2001)                                                                                     |
| 1992              | 1998             | Charles Bouniard              | DVD                      | Géomètre-expert à Montbrison |
| 1998              | 2004             | Philippe Weyne                | DVD puis UMP             | Médecin spécialiste Maire de Montbrison (1995-2008)                                                                                              |
| 2004              | 2015             | Liliane Faure                 | PS                       | Pédicure-podologue Maire de Montbrison (2008-2014)                                                                                               |

### Conseillers départementaux à partir de 2015
| Période élective | Période élective | Mandat | Mandat   | Identité           | Nuance | Nuance | Qualité |
| ---------------- | ---------------- | ------ | -------- | ------------------ | ------ | ------ | --- |
| 2015             | 2021             | 2015   | 2021     | Jean-Yves Bonnefoy |        | DVD    | Artisan coiffeur Adjoint au maire de Montbrison Vice-Président du Conseil départemental                                       |
| 2015             | 2021             | 2015   | 2021     | Annick Brunel      |        | DVD    | Maire de Saint-Romain-le-Puy (depuis 2014) Vice-Présidente du Conseil départemental                                           |
| 2021             | 2028             | 2021   | en cours | Jean-Yves Bonnefoy |        | DVD    | Conseiller sortant, 3ème Vice-Président du conseil départemental (sport - jeunesse), suppléant du député LR Jean-Pierre Taite |
| 2021             | 2028             | 2021   | 2024     | Annick Brunel      |        | DVD    | Conseillère sortante Décédée en fonction                                                                                      |
| 2021             | 2028             | 2024   | en cours | Sylvie Genébrier   |        | DVD    | Maire de Chalain-d'Uzore |

### Résultats détaillés

#### Élections de mars 2015
À l'issue du 1er tour des élections départementales de 2015, trois binômes sont en ballottage : Jean-Yves Bonnefoy et Annick Brunel (DVD, 35,74 %), Laure Pardon et Serge Vray (DVG, 35,35 %) et Pascal Arrighi et Pascale Morel (FN, 28,91 %). Le taux de participation est de 50,63 % (14 631 votants sur 28 900 inscrits) contre 48,48 % au niveau départemental et 50,17 % au niveau national.
Au second tour, Jean-Yves Bonnefoy et Annick Brunel (DVD) sont élus avec 38,77 % des suffrages exprimés et un taux de participation de 54,52 % (5 934 voix pour 15 756 votants et 28 899 inscrits).

#### Élections de juin 2021
Le premier tour des élections départementales de 2021 est marqué par un très faible taux de participation (33,26 % au niveau national). Dans le canton de Montbrison, ce taux de participation est de 33,23 % (10 087 votants sur 30 355 inscrits) contre 30,05 % au niveau départemental. À l'issue de ce premier tour, deux binômes sont en ballottage : Jean-Yves Bonnefoy et Annick Brunel (DVD, 45,29 %) et Julien Borowczyk et Carine Gandrey (Union au centre et à droite, 20,16 %).
Le second tour des élections est marqué une nouvelle fois par une abstention massive équivalente au premier tour. Les taux de participation sont de 34,36 % au niveau national, 31,31 % dans le département et 34,28 % dans le canton de Montbrison. Jean-Yves Bonnefoy et Annick Brunel (DVD) sont élus avec 68,25 % des suffrages exprimés (6 307 voix pour 10 405 votants et 30 351 inscrits),,.

## Composition

### Composition avant 2015
Avant le redécoupage cantonal de 2014, le canton de Montbrison regroupait dix-neuf communes.
| Nom                      | Code Insee | Codepostal | Superficie (km2) | Population (dernière pop. légale) | Densité (hab./km2) |
| ------------------------ | ---------- | ---------- | ---------------- | --------------------------------- | ------------------ |
| Montbrison (chef-lieu)   | 42147      | 42600      | 16,33            | 15 414 (2012)                     | 944                |
| Bard                     | 42012      | 42600      | 13,78            | 629 (2012)                        | 46                 |
| Chalain-d'Uzore          | 42037      | 42600      | 8,03             | 539 (2012)                        | 67                 |
| Chalain-le-Comtal        | 42038      | 42600      | 18,36            | 693 (2012)                        | 38                 |
| Champdieu                | 42046      | 42600      | 18,20            | 1 751 (2012)                      | 96                 |
| Écotay-l'Olme            | 42087      | 42600      | 6,52             | 1 190 (2012)                      | 183                |
| Essertines-en-Châtelneuf | 42089      | 42600      | 15,20            | 669 (2012)                        | 44                 |
| Grézieux-le-Fromental    | 42105      | 42600      | 10,31            | 158 (2012)                        | 15                 |
| L'Hôpital-le-Grand       | 42108      | 42210      | 12,86            | 983 (2012)                        | 76                 |
| Lérigneux                | 42121      | 42600      | 9,76             | 155 (2012)                        | 16                 |
| Lézigneux                | 42122      | 42600      | 15,04            | 1 676 (2012)                      | 111                |
| Magneux-Haute-Rive       | 42130      | 42600      | 12,56            | 521 (2012)                        | 41                 |
| Mornand-en-Forez         | 42151      | 42600      | 21,60            | 407 (2012)                        | 19                 |
| Précieux                 | 42180      | 42600      | 16,29            | 1 059 (2012)                      | 65                 |
| Roche-en-Forez           | 42188      | 42600      | 23,33            | 271 (2012)                        | 12                 |
| Saint-Paul-d'Uzore       | 42269      | 42600      | 9,51             | 147 (2012)                        | 15                 |
| Saint-Thomas-la-Garde    | 42290      | 42600      | 3,41             | 582 (2012)                        | 171                |
| Savigneux                | 42299      | 42600      | 19,19            | 3 353 (2012)                      | 175                |
| Verrières-en-Forez       | 42328      | 42600      | 21,17            | 664 (2012)                        | 31                 |

### Composition depuis 2015
Le canton de Montbrison compte désormais trente-et-une communes.
| Nom                                | Code Insee | Intercommunalité             | Superficie (km2) | Population (dernière pop. légale) | Densité (hab./km2) | Modifier                                    |
| ---------------------------------- | ---------- | ---------------------------- | ---------------- | --------------------------------- | ------------------ | ------------------------------------------- |
| Montbrison (bureau centralisateur) | 42147      | CA Loire Forez Agglomération | 16,33            | 16 098 (2022)                     | 986                | modifier les données · modifier les données |
| Bard                               | 42012      | CA Loire Forez Agglomération | 13,78            | 686 (2022)                        | 50                 | modifier les données · modifier les données |
| Boisset-Saint-Priest               | 42021      | CA Loire Forez Agglomération | 18,28            | 1 284 (2022)                      | 70                 | modifier les données · modifier les données |
| Chalain-d'Uzore                    | 42037      | CA Loire Forez Agglomération | 8,03             | 668 (2022)                        | 83                 | modifier les données · modifier les données |
| Chalain-le-Comtal                  | 42038      | CA Loire Forez Agglomération | 18,36            | 740 (2022)                        | 40                 | modifier les données · modifier les données |
| La Chapelle-en-Lafaye              | 42050      | CA Loire Forez Agglomération | 8,99             | 137 (2022)                        | 15                 | modifier les données · modifier les données |
| Chazelles-sur-Lavieu               | 42058      | CA Loire Forez Agglomération | 9,85             | 255 (2022)                        | 26                 | modifier les données · modifier les données |
| Chenereilles                       | 42060      | CA Loire Forez Agglomération | 8,97             | 536 (2022)                        | 60                 | modifier les données · modifier les données |
| Écotay-l'Olme                      | 42087      | CA Loire Forez Agglomération | 6,52             | 1 299 (2022)                      | 199                | modifier les données · modifier les données |
| Grézieux-le-Fromental              | 42105      | CA Loire Forez Agglomération | 10,31            | 253 (2022)                        | 25                 | modifier les données · modifier les données |
| Gumières                           | 42107      | CA Loire Forez Agglomération | 16,12            | 319 (2022)                        | 20                 | modifier les données · modifier les données |
| L'Hôpital-le-Grand                 | 42108      | CA Loire Forez Agglomération | 12,86            | 1 073 (2022)                      | 83                 | modifier les données · modifier les données |
| Lavieu                             | 42117      | CA Loire Forez Agglomération | 4,45             | 111 (2022)                        | 25                 | modifier les données · modifier les données |
| Lérigneux                          | 42121      | CA Loire Forez Agglomération | 9,76             | 170 (2022)                        | 17                 | modifier les données · modifier les données |
| Lézigneux                          | 42122      | CA Loire Forez Agglomération | 15,04            | 1 747 (2022)                      | 116                | modifier les données · modifier les données |
| Luriecq                            | 42126      | CA Loire Forez Agglomération | 20,28            | 1 254 (2022)                      | 62                 | modifier les données · modifier les données |
| Magneux-Haute-Rive                 | 42130      | CA Loire Forez Agglomération | 12,56            | 560 (2022)                        | 45                 | modifier les données · modifier les données |
| Margerie-Chantagret                | 42137      | CA Loire Forez Agglomération | 7,71             | 841 (2022)                        | 109                | modifier les données · modifier les données |
| Marols                             | 42140      | CA Loire Forez Agglomération | 14,94            | 460 (2022)                        | 31                 | modifier les données · modifier les données |
| Montarcher                         | 42146      | CA Loire Forez Agglomération | 5,99             | 64 (2022)                         | 11                 | modifier les données · modifier les données |
| Mornand-en-Forez                   | 42151      | CA Loire Forez Agglomération | 21,60            | 426 (2022)                        | 20                 | modifier les données · modifier les données |
| Précieux                           | 42180      | CA Loire Forez Agglomération | 16,29            | 1 040 (2022)                      | 64                 | modifier les données · modifier les données |
| Roche-en-Forez                     | 42188      | CA Loire Forez Agglomération | 23,33            | 252 (2022)                        | 11                 | modifier les données · modifier les données |
| Saint-Georges-Haute-Ville          | 42228      | CA Loire Forez Agglomération | 9,63             | 1 458 (2022)                      | 151                | modifier les données · modifier les données |
| Saint-Jean-Soleymieux              | 42240      | CA Loire Forez Agglomération | 16,47            | 844 (2022)                        | 51                 | modifier les données · modifier les données |
| Saint-Paul-d'Uzore                 | 42269      | CA Loire Forez Agglomération | 9,51             | 194 (2022)                        | 20                 | modifier les données · modifier les données |
| Saint-Romain-le-Puy                | 42285      | CA Loire Forez Agglomération | 21,14            | 4 121 (2022)                      | 195                | modifier les données · modifier les données |
| Saint-Thomas-la-Garde              | 42290      | CA Loire Forez Agglomération | 3,41             | 596 (2022)                        | 175                | modifier les données · modifier les données |
| Savigneux                          | 42299      | CA Loire Forez Agglomération | 19,19            | 3 489 (2022)                      | 182                | modifier les données · modifier les données |
| Soleymieux                         | 42301      | CA Loire Forez Agglomération | 8,80             | 716 (2022)                        | 81                 | modifier les données · modifier les données |
| Verrières-en-Forez                 | 42328      | CA Loire Forez Agglomération | 21,17            | 727 (2022)                        | 34                 | modifier les données · modifier les données |
| Canton de Montbrison               | 4207       |                              | 409,67           | 42 418 (2022)                     | 104                | modifier les données                        |

## Démographie

### Démographie avant 2015
| 1962   | 1968   | 1975   | 1982   | 1990   | 1999   | 2006   | 2011   | 2012   |
| ------ | ------ | ------ | ------ | ------ | ------ | ------ | ------ | ------ |
| 18 550 | 18 963 | 20 703 | 22 586 | 24 941 | 26 559 | 29 190 | 30 528 | 30 861 |

### Démographie depuis 2015
En 2022, le canton comptait 42 418 habitants, en évolution de +3,54 % par rapport à 2016 (Loire : +1,32 %, France hors Mayotte : +2,11 %).
| 2013   | 2018   | 2022   |
| ------ | ------ | ------ |
| 40 550 | 41 400 | 42 418 |